# 13151 Polino
13151 Polino (1995 OH) là một tiểu hành tinh vành đai chính được phát hiện ngày 22 tháng 7 năm 1995 bởi G. Iatteri ở Polino.